# 第209師団 (日本軍)
第209師団（だいにひゃくきゅうしだん）は、大日本帝国陸軍の師団の一つ。
太平洋戦争の末期、1945年（昭和20年）1月20日に帝国陸海軍作戦計画大綱が策定された結果、本土決戦に備えるべく急造が決定した54個師団の一つであり、そのうちの第二次兵備として4月2日に編成が命じられた8個の機動打撃師団の一つである。

## 沿革
第209師団は、1945年（昭和20年）4月2日に石川県金沢で編成、第36軍戦闘序列に編入され終戦を迎えた。

## 師団概要

### 歴代師団長
- 久米精一 少将：1945年（昭和20年）4月30日 - 終戦

### 参謀
- 山田義次 中佐：1945年（昭和20年）4月30日 - 1945年8月[1]

### 最終所属部隊
- 歩兵第513隊（金沢）：安藤修道中佐
- 歩兵第514連隊（富山）：力石勝寿中佐
- 歩兵第515連隊（金沢）：林司馬男中佐
- 山砲兵第209連隊：青木精一少佐
- 迫撃砲第209連隊：大江芳若中佐
- 第209師団速射砲隊：大泉製正少佐
- 第209師団機関砲隊：富田七三郎大尉
- 第209師団工兵隊：水野元二少佐
- 第209師団輜重隊：宮下宗一少佐
- 第209師団通信隊：山本良大尉
- 第209師団兵器勤務隊
- 第209師団第4野戦病院